# مصطفى يوملو
مصطفى يوملو (بالتركية: Mustafa Yumlu)‏ (25 سبتمبر 1987 بطرابزون في تركيا - ) هو لاعب كرة قدم تركي في مركزي الدفاع وقلب الدفاع. شارك مع منتخب تركيا ب لكرة القدم ‏. أما مع النوادي، فقد لعب مع إسكيشهرسبور ونادي طرابزون سبور و1461 طرابزون وArsinspor ‏.

## وصلات خارجية
- مصطفى يوملو على موقع الاتحاد الأوربي (الإنجليزية)
- مصطفى يوملو على موقع اتحاد تركيا (لاعب) (الإنجليزية)
- مصطفى يوملو على موقع قاعدة بيانات كرة القدم.إي يو (الإنجليزية)
- مصطفى يوملو على موقع Soccerway.com (الإنجليزية)
- مصطفى يوملو على موقع عالم كرة القدم.نت (الإنجليزية)
- مصطفى يوملو على موقع AS.com (الإسبانية)